# Arceuthobium cyanocarpum
Arceuthobium cyanocarpum là một loài thực vật có hoa trong họ Santalaceae. Loài này được (A.Nelson) Abrams mô tả khoa học đầu tiên năm 1940.

## Hình ảnh

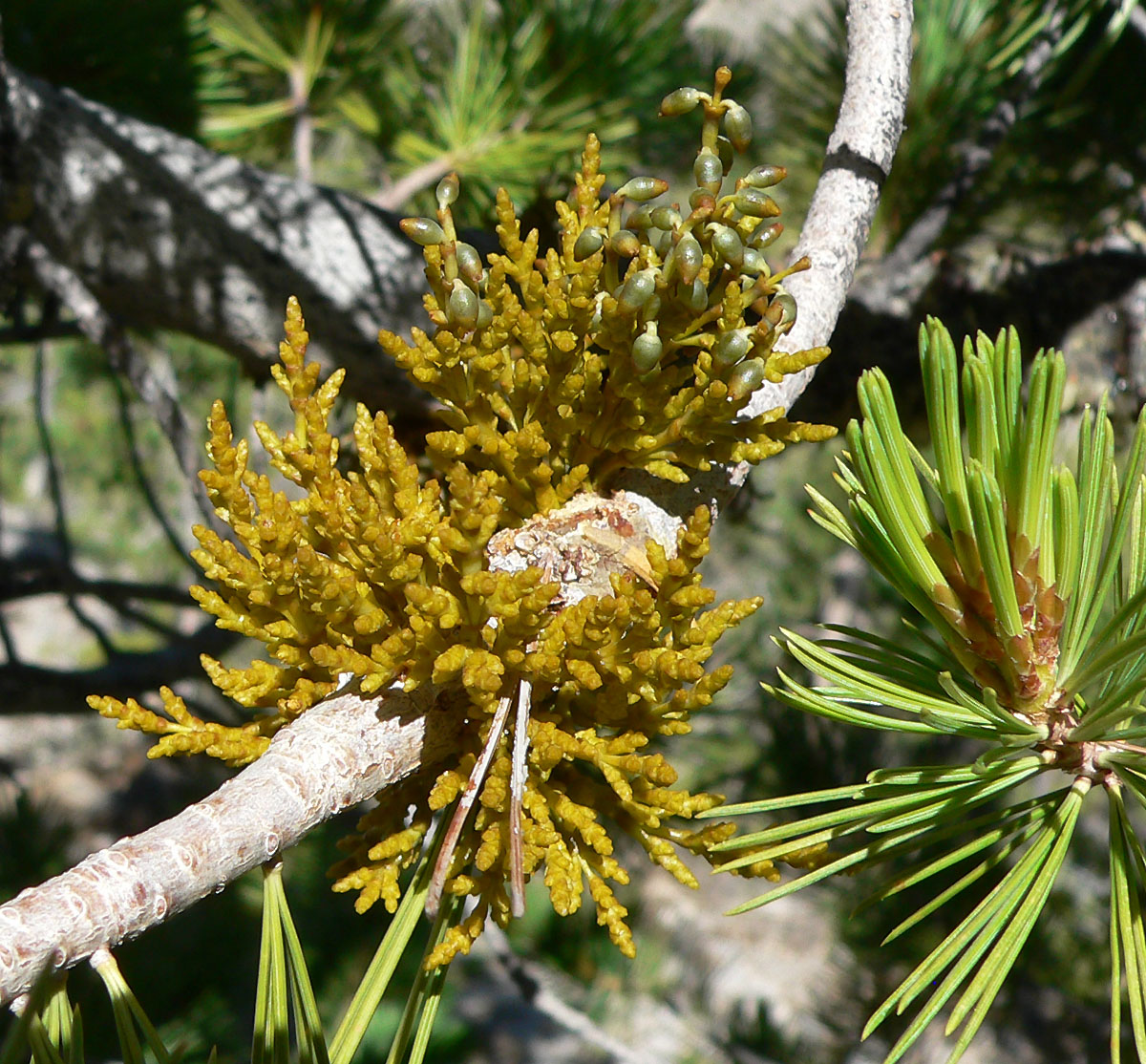
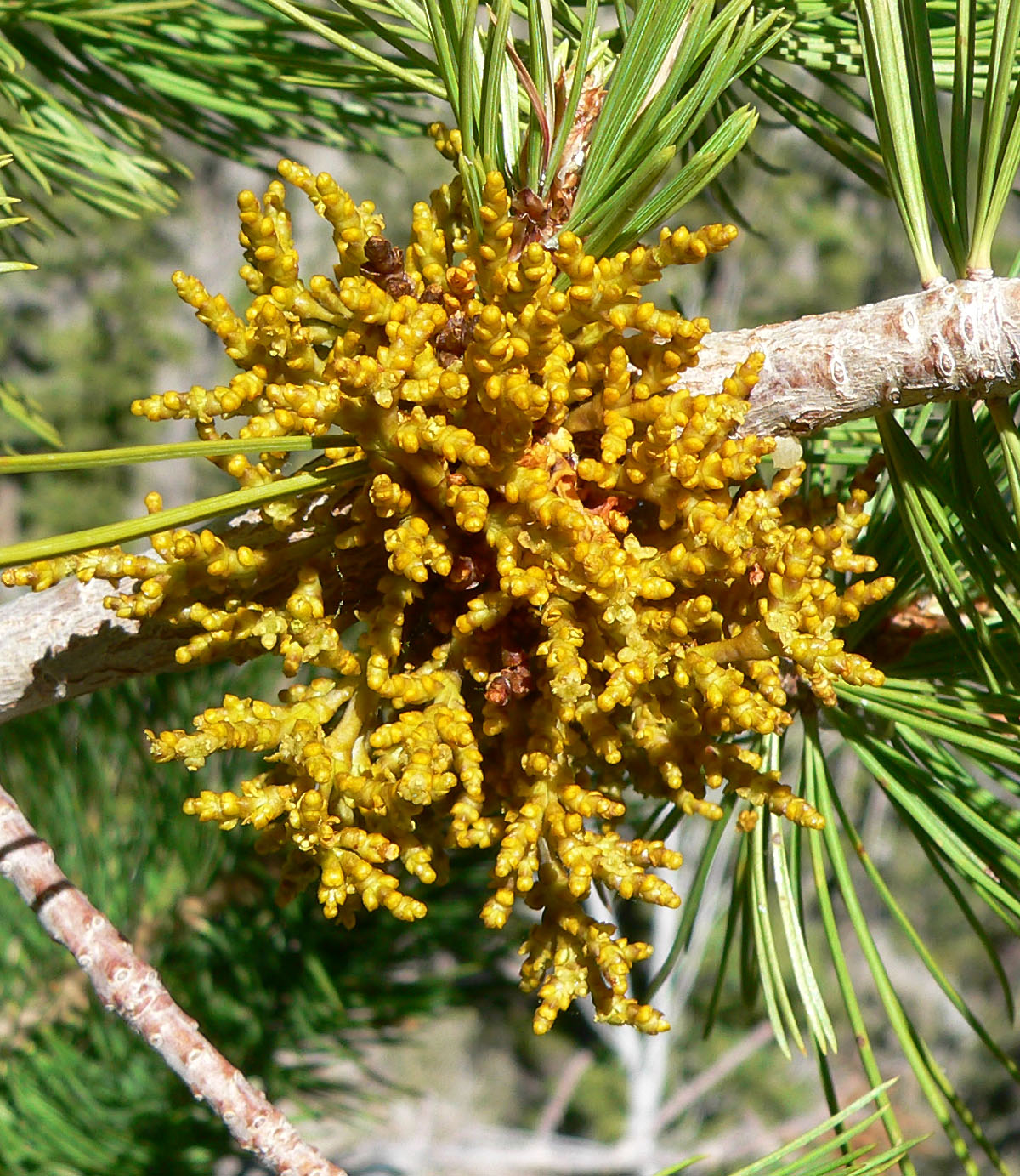
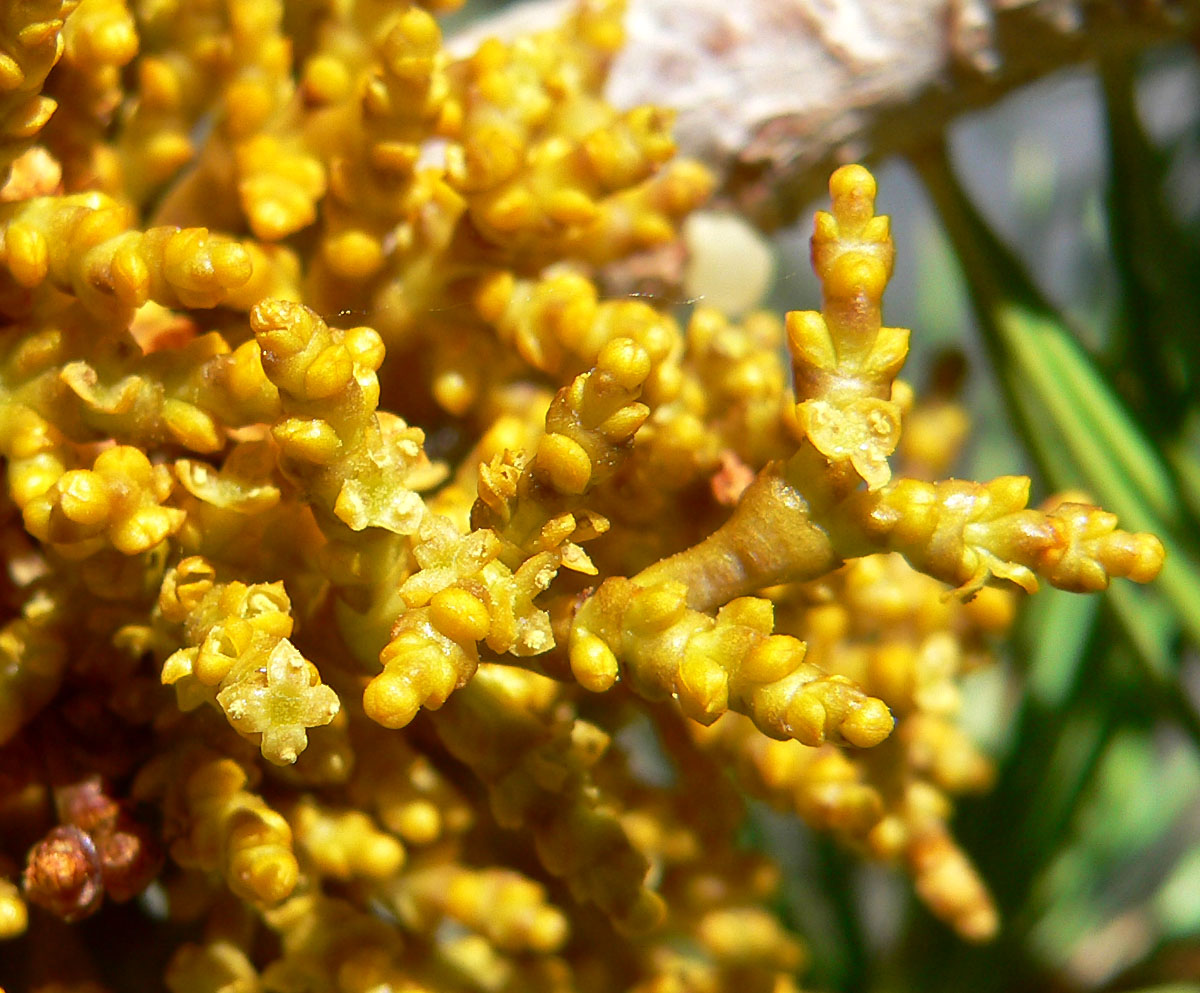
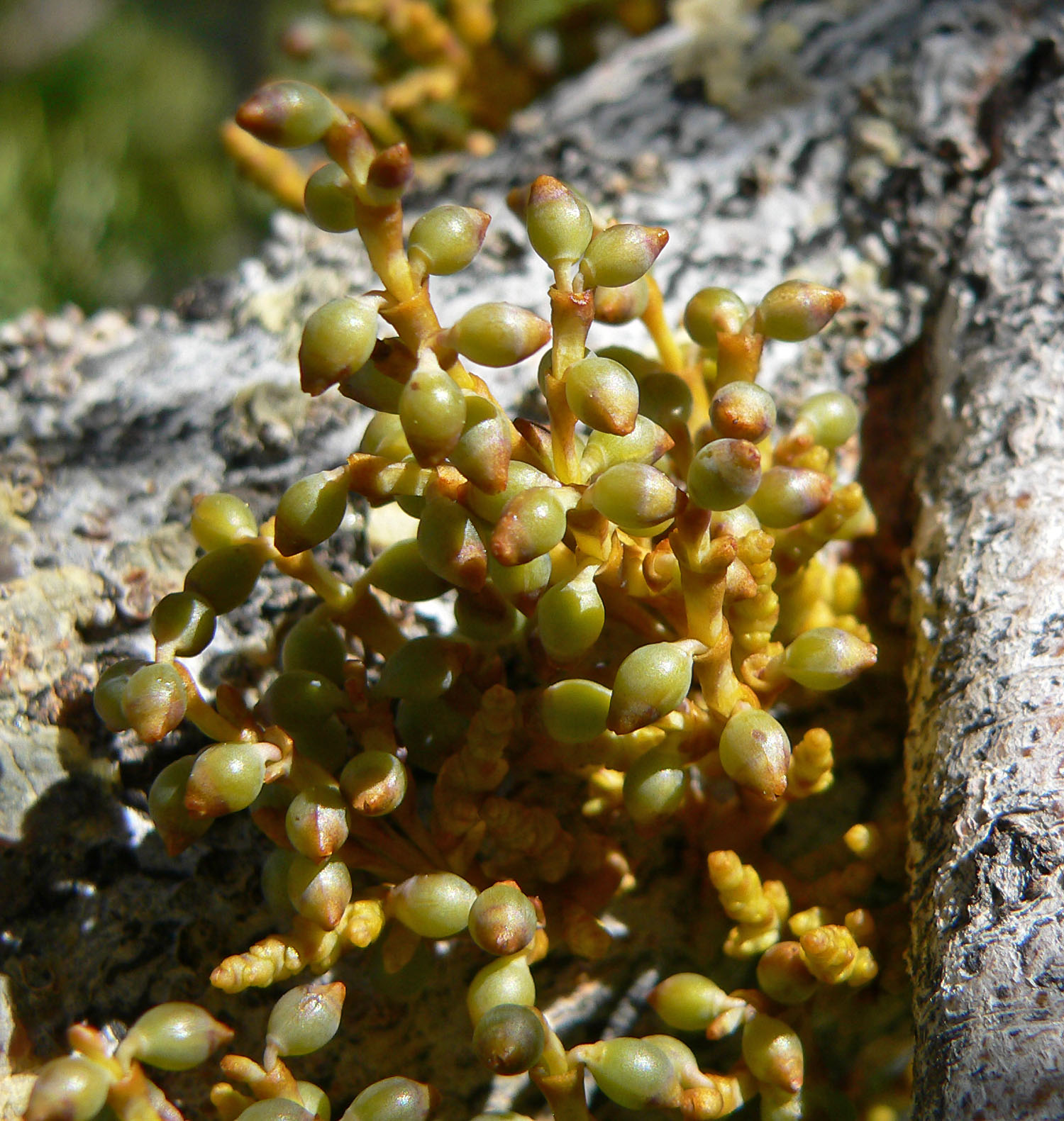